# Gratianus
Gratianus (Flavius Gratianus), född 18 april 359 i Sirmium, Pannonien, död 25 augusti 383 vid Lugdunum, var romersk kejsare från den 4 augusti 367 till den 25 augusti 383. Han uppfostrades av skalden Ausonius från Burdigala (Bordeaux).
Gratianus utsågs som åttaåring till romersk kejsare av sin far kejsaren Valentinianus I år 367. Gratianus var då medkejsare med sin far och farbror Valens, som härskade över den östliga delen av imperiet.
När Valentinianus I dog år 375 blev Gratianus härskare över rikets västliga hälft. Han överlät Italien till brodern Valentinianus II och övertog själv de romerska områdena på andra sidan Alperna med residens i Trier i södra Gallien. Han fick kämpa mot flera folk, bland annat alemannerna över vilka han vann en stor seger 378. Samma år försökte han hjälpa sin farbror Valens som dog i slaget vid Adrianopel mot goterna, men kom för sent. Han blev då ensam härskare över romarriket men överlät östriket till Theodosius. 
När usurpatorn Magnus Maximus gjorde uppror och sände en här till Gallien, måste Gratianus fly och blev år 383 mördad i Lugdunum.
Såsom kejsare visade han sig vara en ivrig kristen och athanasian samt leddes i mycket av biskop Ambrosius av Milano, som uppmuntrande förföljelser av hedningar.